# 致光之君
《致光之君》，日本放送協會製作的第63部大河劇，自2024年1月7日起，於日本時間每週日晚間八點於NHK綜合頻道播出，由吉高由里子主演。

## 故事內容與簡介
講述被後世稱為「世界最古老女性文學」，以平安時代中期為舞台的《源氏物語》作者紫式部的一生。標題的代表著《源氏物語》的主角光源氏和其原型、在本作也是重要人物的藤原道長。
此劇是繼2017年《女城主直虎》後再次用女性人物為大河劇主角。在2023年5月28日於平安神宮開始拍攝。

## 登場人物

### 主角
- 紫式部

演出：落井實結子（幼年）→ 吉高由里子
幼名真尋，源氏物語的作者。

### 藤原家（右大臣家）
- 藤原道長

演出：木村皋誠（幼年）→ 柄本佑
幼名三郎，日後成為最高權力者。
- 藤原兼家

演出：段田安則
道長之父，右大臣，藤原北家九條流當主。
- 時姫

演出：三石琴乃
兼家正室，道隆、道兼、詮子、道長之母。
- 藤原寧子

演出：財前直見
兼家之妾，道綱之母。
- 藤原道隆

演出：井浦新
道長長兄，後為藤原北家中關白家始祖。
- 藤原道綱

演出：上地雄輔
兼家與寧子之子，道隆異母弟，道兼、詮子、道長異母兄。
- 藤原道兼

演出：玉置玲央
道長次兄。
- 藤原詮子

演出：吉田羊
道長之姊，圓融天皇的女御。
- 高階貴子

演出：板谷由夏
道隆之妻。
- 藤原定子

演出：木村日鞠（幼年）→ 中村たんぽぽ→ 高畑充希
道隆與貴子之長女。
- 藤原伊周

演出：堂前直希（幼年）→ 三浦翔平
道隆三男。
- 源幾子

演出：松田瑠華
伊周之妻，源重光之女。
- 藤原道雅

演出：小野櫻介（幼年）→ 福崎那由他
伊周長男。
- 藤原隆家

演出：森田美沓（幼年）→ 新城政宗→ 龍星涼
道隆四男。
- 藤原繁子

演出：山田絹遠
道兼之妻，兼家之妹。懐仁親王的乳母。
- 藤原彰子

演出：森田音初→小井土菫玲→見上愛
道長長女。
- 藤原賴通

演出：三浦綺羅（幼年）→大野遙斗→渡邊圭祐
道長長男。
- 隆姬女王

演出：田中日奈子
賴通之妻
- 藤原妍子

演出：秋山加奈（幼年）→原春奈→倉澤杏菜
道長次女。
- 藤原賴宗

渡邊斗翔→上村海成
道長次男。
- 藤原顯信

佐藤遙燈→百瀨朔
道長三男。
- 藤原能信

平山正剛→秋元龍太朗
道長四男。
- 藤原威子

栢森舞輝→佐月繪美
道長四女。
- 藤原教通

演出：北尾 いくと（幼年）→加藤侑大→吉田隼→姫小松柾
道長五男。
- 藤原嬉子

演出：平尾瑛茉→太田結乃→瀧七海
道長六女。
- 藤原長家

演出：豐田裕大
道長六男。
- 源明子

演出：瀧内公美
道長之妾。
- 百舌彥

演出：本多力
道長的隨從。
- 平惟仲

演出：佐古井隆之
兼家的家司。

### 宇多源氏（左大臣家）
- 源倫子

演出：黑木華
宇多天皇的曾孫女，後為道長之妻。
- 源雅信

演出：益岡徹
倫子之父，左大臣，宇多源氏的始祖。
- 藤原穆子

演出：石野真子
倫子之母，藤原為時的表姊。
- 赤染衛門

演出：凰稀要
倫子的女房，女流歌人。
- 茅子

演出：渡邊早織
藤原朝光之女，倫子聚會的友人，五節舞之舞姬。
- 肇子

演出：橫田美紀
藤原佐理之女，倫子聚會的友人，五節舞之舞姬。
- しをり

演出：佐佐木史帆
貴族之女，倫子聚會的友人。
- やよい

演出：菊川陽子
貴族之女，倫子聚會的友人，五節舞之舞姬。

### 紫式部家族
- 藤原為時

演出：岸谷五朗
紫式部之父，藤原北家良門流的支流出身。
- ちやは

演出：國仲涼子
紫式部之母。
- 藤原惟規

演出：湯田幸希（幼年）→ 高杉真宙
幼名太郎，紫式部之弟。
- 藤原宣孝

演出：佐佐木藏之介
紫式部家的親戚，藤原北家勸修寺流的嫡流出身，後為紫式部之夫。
- 藤原賢子

演出：永井花奈→福元愛悠（幼年）→梨里花→南沙良
紫式部之女。
- 乙丸

演出：矢部太郎
紫式部之隨從。
- 糸

演出：信川清順
惟規之乳母。
- 春

演出：島田桃依
紫式部家之下女。
- 熊丸

演出：志村光貴
紫式部家之下男。
- 棗

演出：藤倉實
為時在高倉的妾。
- 福丸

演出：勢登健雄
糸的情人。
- 絹

演出：藏下穗波
乙丸的情人。
- 淺

平山咲彩
賢子之乳母。

### 貴族
道長的同僚
- 藤原實資

演出：秋山龍次
道長的前輩，藤原北家小野宮流的當主，頭中將。
- 桐子

演出：中島亞梨沙
藤原實資之妻。
- 婉子女王

演出：真凜
源明子之姪女，原花山天皇女御，後為藤原實資之妻。
- 百乃

演出：千野裕子
實資的姬侍。
- 藤原資平

演出：篠田諒
實資的養子。
- 藤原千古

演出：髙橋實優
實資與百乃的女兒。
- 藤原公任

演出：町田啓太
關白藤原賴忠之子，實資的堂弟，道長的同僚，後為一條天皇的四納言。
- 敏子

演出：柳生美結
藤原公任之妻。
- 藤原齊信

演出：金田哲
道長的堂弟和同僚，後為一條天皇的四納言。
- 藤原行成

演出：渡邊大知
道長的堂侄和同僚，後為一條天皇的四納言。
- 源俊賢

演出：本田大輔
源明子的異母兄，後為一條天皇的四納言。
- 俊古

演出：久保田武人
藏人所的書記官。
- 廣盛／宗近

演出：馬庭良介／北代祐太
道長的同僚
- 藤原公季

演出：米村拓彰
兼家的異母弟。
- 藤原光子

竹內夢
齊信的異母妹，伊周的妾。
公卿
- 藤原賴忠

演出：橋爪淳
藤原公任之父，藤原兼家之堂兄弟，關白。
- 源重信

演出：鈴木隆仁
源雅信之弟，中納言，後為大納言。
- 藤原為光

演出：阪田雅信
藤原齊信之父，藤原兼家的異母弟，大納言。
- 藤原顯光

演出：宮川一朗太
道長的堂兄，權中納言，後為右大臣。
- 藤原文範

演出：栗田芳宏
學者，中納言。
- 源保光／源忠清／源伊陟

演出：汐滿猛／青山義典／安田仁
參議。
- 藤原義懷

演出：高橋光臣
道長的堂兄，花山天皇的舅舅。
- 藤原惟成

演出：吉田亮
花山天皇的乳母子、側近。
- 侍從宰相

演出：加藤步
- 源國盛（日语：源国盛）

演出：森田甘路
- 大江匡衡

演出：谷口賢志
赤染衛門之夫。
- 平致頼

演出：中村織央
軍事貴族。
- 源方理

演出：阿部翔平
伊周義兄，源幾子之兄。
- 高階光子

演出：兵頭公美
高階貴子之妹。
- 藤原通任

演出：古舘佑太郎
娍子之弟。
- 源道方

演出：植木祥平
源重信五男。
越前國府的官吏
- 源光雅

演出：玉置孝匡
越前介。
- 大野國勝

演出：德井優
越前國的大掾。
- 三國若麻呂

演出：安井順平
松原客館的翻譯。
大宰府的官吏
- 大藏種材

演出：朝倉伸二
大宰府的官吏。
- 藤原助高

演出：松田賢二
大宰府的官吏。
- 藤原友近

演出：出合正幸
大宰府的官吏。
- 平致行

演出：內野謙太
大宰府的官吏。

### 陰陽師
- 安倍晴明

演出：中山裕介
陰陽師，天文博士。
- 須麻流

演出：DAIKI
安倍晴明的隨從。

### 天皇・皇族與關係者
- 圓融天皇

演出：坂東巳之助
第64代天皇。
- 藤原遵子

演出：中村靜香
圓融天皇的中宮，藤原賴忠之女，藤原公任之姊。
- 花山天皇

演出：本鄉奏多
第65代天皇，圓融天皇之侄。
- 藤原忯子

演出：井上咲樂
花山天皇的女御，藤原為光之女，藤原齊信之妹。
- 一條天皇

演出：石塚陸翔（幼年）→柊木陽太→ 鹽野瑛久
第66代天皇，圓融天皇的皇子，母為詮子，花山天皇的堂弟。
- 藤原元子

演出：安田聖愛
一條天皇的女御，藤原顯光長女。
- 三條天皇

演出：小菅聰大（幼年）→木村達成
第67代天皇，花山天皇的弟弟，道長的外甥。
- 藤原娍子

演出：朝倉禮生
三條天皇的皇后，藤原濟時長女。
- 脩子內親王

演出：赤嶺花→井上明香里→海津雪乃
一條天皇第一皇女。
- 敦康親王

演出：高橋誠（幼年）→池田旭陽→渡邊櫂→片岡千之助
一條天皇第一皇子。
- 敦明親王

演出：阿佐辰美
三條天皇第一皇子。
- 敦成親王→後一條天皇

演出：濱田碧生→石塚鍊→橋本偉成→高野陽向
一條天皇第二皇子。
- 敦良親王

演出：立野空侑
一條天皇第三皇子。
- 藤原延子

演出：山田愛奈
藤原顯光次女，敦明親王之妃。
- 祇子女王

演出：稻川美紅
隆姬女王同母妹，敦康親王之妃。
- 清少納言

演出：First Summer Uika
紫式部的對手，藤原定子的女房。
- 宮之宣旨

演出：小林樹奈子
藤原彰子的女房。
- 大納言之君

演出：真下玲奈
源倫子姪女，藤原彰子的女房。
- 宰相之君

演出：瀨戶沙織
藤原道綱女兒，藤原彰子的女房。
- 小少將之君

演出：福井夏
源倫子姪女，藤原彰子的女房。
- 馬中將之君

演出：羽惟
源明子姪女，藤原彰子的女房。
- 左衛門之內侍

演出：菅野莉央
藤原彰子的女房。
- 橘德子

演出：小田ゆりえ
一條天皇的乳母。
- 筑前之命婦

演出：西村千奈美
閱讀藤式部執筆物語的女房。

### 宋朝
- 朱仁聰

演出：浩歌
宋朝出使日本請求通商的代表。
- 周明

演出：松下洸平
宋朝見習醫師，朱仁聰的親隨。
- 林庭幹、羌世昌

演出：侯偉、リンリン
宋朝商人。
- 恵清

演出：王偉
宋朝醫師。

### 其他人物
- 清原元輔

演出：大森博史
清少納言之父。
- 澤

演出：野村麻純
棗與前夫的女兒，紫式部的友人。
- 和泉式部

演出：泉里香
和泉式部日記作者。
- 千草

演出：吉柳咲良
菅原孝標之女，更級日記作者。
- 平為賢

演出：神尾佑
跟隨隆家的武者。
- 雙壽丸

演出：伊藤健太郎
年輕武士。
- 定澄

演出：赤星昇一郎
興福寺別當。
- 慶理

演出：渡部龍平
興福寺僧侶。
- 齋院中將

演出：小坂菜緒
源為理之女，藤原惟規的戀人。
- 慶命

演出：佐野陽一
比叡山僧侶。
- 財部弘延

演出：須田邦裕
鎮西當地武者。
- 大神守宮

演出：金兒憲史
鎮西當地武者。
- 文屋忠光

演出：守谷日和
鎮西當地武者。
- 常覺

演出：泰森大屋
壹岐的僧侶。
- 鸚鵡

配音：種崎敦美／山村響
藤原實資飼養的鸚鵡。
- 海賊

演出：榮島智
刀伊的海賊。

### 市井
- 直秀

演出：每熊克哉
散樂的一員。
- 輔保／久久利／磯丸／百成／白太／黑太

演出：松本實／上田實規朗／谷川功／吉田壯辰／佐久本步夢／原池優
與直秀同屬的散樂成員。
- 繪師

演出：三遊亭小遊三
- ぬい

演出：野呂佳代
京都居民。
- 麻彦

演出：小平大智
京都居民。
- 座頭／コウメイ／兼太／兼次／兼三

演出：佐藤伸之／金澤慎治／長谷場俊紀／松岡歩武／千葉雅大
與直秀不同屬的散樂成員。
- 僧侶／靈媒

演出：植本純米／傳田うに
- 高僧／靈媒

演出：佐佐木睦／藤松祥子
- 阿種

演出：竹澤咲子
京都居民。
- たつじ

演出：平田理
阿種父親。
- 早成

演出：金子岳憲
越前國商人。

## 幕後人員
- 編劇：大石靜（日语：大石静）
- 配樂：冬野由美（日语：冬野ユミ）
- 旁白：伊東敏惠（日语：伊東敏恵）
- 標題題字：根本知[6]
- 製作統籌：內田由紀、松園武大
- 製作人：大越大士、高橋優香子
- 宣傳製作人：川口俊介
- 導演：中島由貴、佐佐木善春、中泉慧、黛鄰太郎（日语：黛りんたろう）、原英輔

## 播出日程及收視率
- 紅色字標示的為劇集播放至今關東及關西地區收視率最高值，藍色字標示的為最低值。

| 集數                                                         | 播放日期      | 標題                           | 標題 | 導演       | 光る君へ紀行（NHK配套的旅游记录片） | 光る君へ紀行（NHK配套的旅游记录片） | 收視率 |
| 集數                                                         | 播放日期      | 中文                           | 日文 | 導演       | 主題                                | 拜訪地點 | 收視率 |
| ------------------------------------------------------------ | ------------- | ------------------------------ | ---- | ---------- | ----------------------------------- | --- | ------ |
| 1                                                            | 2024年 1月7日 | 約定之月                       |      | 中島由貴   | 平安京                              | 平安神宮（京都府京都市） | 12.7%  |
| 2                                                            | 1月14日       | 重逢之時                       |      | 中島由貴   | 天皇的住處                          | 京都御所（京都府京都市） 平安宮內裏弘徽殿（京都府京都市） 平安宮內裏內郭回廊遺跡（京都府京都市） 大極殿遺跡（京都府京都市）               | 12.0%  |
| 3                                                            | 1月21日       | 神秘男子                       |      | 中島由貴   | 平安貴族的生活與娛樂                | 風俗博物館（京都府京都市） | 12.4%  |
| 4                                                            | 1月28日       | 五節之舞                       |      | 佐佐木善春 | 寢殿造                              | 歷史公園江刺藤原之鄉（岩手縣奧州市） | 11.3%  |
| 5                                                            | 2月4日        | 表白 （MyVideo：據實以告）     |      | 中泉慧     | 雅樂                                | 市比賣神社（京都府京都市） | 11.7%  |
| 6                                                            | 2月11日       | 兩個才女 （MyVideo：兩名才女） |      | 黛鄰太郎   | 清少納言                            | 防府天滿宮（山口縣防府市） 周防國衙遺跡（山口縣防府市）                                                                                   | 11.0%  |
| 7                                                            | 2月18日       | 可笑之事                       |      | 中島由貴   | 擊鞠                                | 豐烈神社（山形縣山形市） 長者山新羅神社（青森縣八戶市）                                                                                   | 10.9%  |
| 8                                                            | 2月25日       | 不受待見之人                   |      | 佐佐木善春 | 琵琶                                | 木之本町（滋賀縣長濱市） | 10.8%  |
| 9                                                            | 3月3日        | 遙遠國度                       |      | 中泉慧     | 散樂                                | 東大寺（奈良縣奈良市） | 11.2%  |
| 10                                                           | 3月10日       | 月夜陰謀                       |      | 黛鄰太郎   | 花山天皇                            | 平野神社（京都府京都市） 元慶寺（京都府京都市） 中山寺（兵庫縣寶塚市）                                                                    | 10.3%  |
| 11                                                           | 3月17日       | 舉棋不定                       |      | 中島由貴   | 陰陽師・安倍晴明                    | 一條戾橋（京都府京都市） 晴明神社（京都府京都市）                                                                                         | 11.4%  |
| 12                                                           | 3月24日       | 相思的盡頭                     |      | 佐佐木善春 | 庚申之夜                            | 八坂庚申堂（京都府京都市） | 10.6%  |
| 13                                                           | 3月31日       | 該走的路                       |      | 中泉慧     | 春日信仰                            | 春日大社（奈良縣奈良市） | 10.9%  |
| 14                                                           | 4月7日        | 星辰殞落之後                   |      | 黛鄰太郎   | 藤原兼家                            | 宇治橋（京都府宇治市） | 10.8%  |
| 15                                                           | 4月14日       | 高傲之人                       |      | 中島由貴   | 石山詣                              | 石山寺（滋賀縣大津市） | 10.7%  |
| 16                                                           | 4月21日       | 繁華暗影                       |      | 原英輔     | 墨                                  | 興福寺（奈良縣奈良市） | 10.5%  |
| 17                                                           | 4月28日       | 盛極必衰                       |      | 佐佐木善春 | 祇園祭                              | 八坂神社（京都府京都市） 神泉苑（京都府京都市）                                                                                           | 10.1%  |
| 18                                                           | 5月5日        | 岐路                           |      | 中泉慧     | 藤原道兼                            | 石清水八幡宮（京都府八幡市） 粟田口（京都府京都市）                                                                                       | 09.4%  |
| 19                                                           | 5月12日       | 離弦之箭                       |      | 黛鄰太郎   | 毛筆                                | 陽明文庫（京都府京都市） 安曇川町（滋賀縣高島市）                                                                                         | 10.8%  |
| 20                                                           | 5月19日       | 夙願之果                       |      | 中島由貴   | 檢非違使                            | 檢非違使廳遺址（京都府京都市） 賀茂御祖神社（下鴨神社）（京都府京都市） （上賀茂神社）（京都府京都市）                                    | 11.2%  |
| 21                                                           | 5月26日       | 啟程時刻                       |      | 原英輔     | 枕草子                              | 伏見稻荷大社（京都府京都市） 清水寺（京都府京都市）                                                                                       | 10.7%  |
| 22                                                           | 6月2日        | 越前的邂逅                     |      | 佐佐木善春 | 京都至越前的旅途                    | 白鬚神社（滋賀縣高島市） 深坂古道（滋賀縣長濱市） 氣比神宮（福井縣敦賀市） 氣比松原（福井縣敦賀市）                                       | 10.7%  |
| 23                                                           | 6月9日        | 雪花紛飛處                     |      | 中泉慧     | 藤原行成                            | 石清水八幡宮（京都府八幡市） 舊嵯峨御所 大本山大覺寺（京都府京都市）                                                                      | 11.4%  |
| 24                                                           | 6月16日       | 無法忘懷的人                   |      | 佐原裕貴   | 越前國府                            | 本興寺（福井縣越前市） 總社大神宮（福井縣越前市） 紫式部公園（福井縣越前市）                                                              | 10.7%  |
| 25                                                           | 6月23日       | 決心                           |      | 中島由貴   | 越前和紙                            | 大瀧神社・岡太神社（福井縣越前市） 越前和紙的故鄉（福井縣越前市）                                                                         | 10.1%  |
| 26                                                           | 6月30日       | 被犧牲的少女                   |      | 黛鄰太郎   | 藤原宣孝                            | 離宮八幡宮（京都府大山崎町） 廬山寺（京都府京都市）                                                                                       | 10.9%  |
| 27                                                           | 7月14日       | 命定宿緣                       |      | 佐佐木善春 | 藤原彰子                            | 大原野神社（京都府京都市） 飛香舍（京都御所內）（京都府京都市）                                                                           | 11.0%  |
| 28                                                           | 7月21日       | 一帝二                         |      | 中泉慧     | 藤原定子                            | 六波羅蜜寺（京都府京都市） 鳥邊野陵墓（京都府京都市） 泉涌寺（京都府京都市） 今熊野觀音寺（京都府京都市）                                 | 11.1%  |
| 29                                                           | 7月28日       | 為母之人                       |      | 佐原裕貴   | 藤原詮子                            | 真正極樂寺（真如堂）（京都府京都市） 元真如堂（換骨堂）（京都府京都市） 宇治陵一號墳（總拝所）（京都府宇治市）                            | 10.0%  |
| 30                                                           | 8月4日        | 綴句成文                       |      | 中島由貴   | 和泉式部                            | 圓教寺（兵庫縣姫路市） 貴船神社（京都府京都市）                                                                                           | 10.3%  |
| 31                                                           | 8月18日       | 月光之下                       |      | 中島由貴   | 源氏物語                            | 源融河原院遺址（京都府京都市） 宇治十帖像（京都府宇治市） 宇治十帖古蹟「總角」「早蕨」「夢浮橋」（京都府宇治市） 紫式部像（京都府宇治市） | 10.3%  |
| 32                                                           | 8月25日       | 為誰而寫                       |      | 黛鄰太郎   | 赤染衛門                            | 長谷寺（奈良縣櫻井市） | 11.2%  |
| 33                                                           | 9月1日        | 式部誕生                       |      | 佐佐木善春 | 藤原定家                            | 小倉百人一首歌碑（京都府京都市） | 10.4%  |
| 34                                                           | 9月8日        | 覺醒                           |      | 松本仁志   | 流觞曲水                            | 平城京左京三條二坊 宮跡庭園（奈良縣奈良市） 毛越寺（岩手縣平泉町）                                                                        | 11.2%  |
| 35                                                           | 9月15日       | 中宮的淚                       |      | 中泉慧     | 御嶽詣                              | 金峯山寺（奈良縣吉野町） | 10.3%  |
| 36                                                           | 9月22日       | 待望之日                       |      | 田中陽兒   | 貴族的住宅                          | 土御門殿遺跡（京都御苑）（京都府京都市）                                                                                                  | 10.5%  |
| 37                                                           | 9月29日       | 波紋                           |      | 中島由貴   | 紫                                  | 萬葉之森船岡山（滋賀縣東近江市） | 10.7%  |
| 38                                                           | 10月6日       | 眩目闇影                       |      | 黛鄰太郎   | 詛咒                                | 京都市考古資料館（京都府京都市） 須磨關遺跡紀念碑（現光寺）（兵庫縣神戶市） 關守稻荷神社（兵庫縣神戶市）                                  | 11.2%  |
| 39                                                           | 10月13日      | 此情不渝                       |      | 佐佐木善春 | 藤原惟規                            | 居多神社（新潟縣上越市） 大學寮遺址（京都府京都市） 賀茂齋院遺跡（櫟谷七野神社）（京都府京都市） 逢坂山關遺跡紀念碑（滋賀縣大津市）       | 10.2%  |
| 40                                                           | 10月20日      | 離君而去                       |      | 松本仁志   | 一條天皇                            | 松尾大社（京都府京都市） 龍安寺（京都府京都市） 圓融寺北陵（京都府京都市）                                                                | 09.8%  |
| 41                                                           | 10月27日      | 動搖                           |      | 田中陽兒   | 藤原公任                            | 大堰川（京都府京都市） 朗詠谷之碑（京都府京都市）                                                                                         | 09.5%  |
| 42                                                           | 11月3日       | 河畔之約                       |      | 中島由貴   | 宇治十帖                            | 平等院（京都府宇治市） | 09.1%  |
| 43                                                           | 11月10日      | 繁華似錦                       |      | 渡邊昭寛   | 三條天皇                            | 延曆寺（滋賀縣大津市） | 10.3%  |
| 44                                                           | 11月17日      | 望月之夜                       |      | 黛鄰太郎   | 藤原實資                            | 元興寺（奈良縣奈良市） 大安寺（奈良縣奈良市）                                                                                             | 10.2%  |
| 45                                                           | 11月24日      | 振翅翱翔                       |      | 黛鄰太郎   | 藤原為時                            | 園城寺（三井寺）（滋賀縣大津市） | 10.1%  |
| 46                                                           | 12月1日       | 刀伊入寇                       |      | 中島由貴   | 刀伊入寇                            | 大宰府政廳遺跡（福岡縣太宰府市） 鴻臚館遺跡（福岡縣福岡市）                                                                               | 09.7%  |
| 47                                                           | 12月8日       | 收拾悲傷                       |      | 田中陽兒   | 藤原道長                            | 法成寺遺址（京都府京都市） 五大堂 同聚院（京都府京都市）                                                                                  | 10.0%  |
| 48                                                           | 12月15日      | 結局之後                       |      | 中島由貴   | 紫式部                              | 紫式部墓所（京都府京都市） | 11.0%  |
| 平均收視率 10.7%（收視率由Video Research於日本關東地區統計） |               |                                |      |            |                                     | |        |

## 外部連結
- NHK大河劇 致光之君 （页面存档备份，存于）（日語）
- 致光之君的X（前Twitter）
- 互联网电影数据库（IMDb）上《致光之君》的资料（英文）
- 豆瓣电影上《致光之君》的資料 （简体中文）
- 《致光之君》KKTV官方網站
- 《致光之君》MyVideo官方網站

| NHK综合频道 週日20:00 - 20:45          | NHK综合频道 週日20:00 - 20:45                         | NHK综合频道 週日20:00 - 20:45 |
| -------------------------------------- | ----------------------------------------------------- | ----------------------------- |
|                                        | 致光之君 （2024.01.07 - 2024.12.15）                  |                               |
| 怎麼辦家康 （2023.01.08 - 2023.12.17） | 豈有此理〜蔦重繁華如夢故事〜 （2025.01.05 - 2025.12） |                               |